# Walk on Water (Causes)
Walk on Water is een nummer van de Nederlandse indiepopband Causes uit 2015. Het is de tweede single van hun debuutalbum Under Bridges That You Built for Me.
"Walk on Water" beleefde de radiopremière op 2 juni 2015 bij Giel Beelen op NPO 3FM. Net lang daarna riep diezelfde zender het nummer uit tot 3FM Megahit en werd het NPO Radio 2 TopSong. Voor de promotie van het nummer werden niet alleen 3FM en Radio 2 aangedaan, ook speelde de band het nummer live bij RTL Late Night en Evers Staat Op. Toch werd "Walk on Water" niet zo'n grote hit als voorganger Teach Me How to Dance with You; het nummer haalde de Top 40 niet en bleef hangen op een 2e positie in de Tipparade.

## Tracklijst
Muziekdownload
1. "Walk on Water" - 3:34